# 蘇霍波洛瓦
50°37′55″N 32°22′51″E / 50.63194°N 32.38083°E
蘇霍波洛瓦（烏克蘭語：Сухополова），是烏克蘭北部切爾尼戈夫州普里盧基區苏霍波洛瓦市镇内的村落及其行政中心。始建於1629年，面積1.9平方公里，海拔高度117米，2001年人口1,211，人口密度每平方公里638.7人。